# Villefort (Lozère)
Villefort (okcitán nyelven Vilafòrt) község Franciaország déli részén, Lozère megyében, kantonközpont. 2010-ben 608 lakosa volt.

## Fekvése
Villefort az Altier völgyében, a Palhère torkolatánál fekszik, 600 méteres (a községterület 509-960 méteres) tengerszint feletti magasságban, Mende-tól 58 km-re keletre. Területének 37,4%-át (2,75 km²) erdő borítja.
Nyugatról Pourcharesses, északkeletről Prévenchères, keletről Pied-de-Borne, délről pedig Saint-André-Capcèze községekkel határos.
Villefort fontos közlekedési csomópont. A D901-es út a Lot völgye és Mende, valamint a Mas de l’Air-hágón (846 m) keresztül Les Vans (23 km) felé; a D906-os út pedig az Allier völgye és Langogne (44 km), valamint Alès (55 km) felé teremt összeköttetést. Vasútállomás a Cévenneki vasútvonalon (Clermont-Ferrand – Nîmes).
A községhez tartoznak Les Sédaries és La Vignette települések.

## Története
Villefort a történelmi kezdetben Randoni, később Tournel báróinak birtoka volt. A középkorban a Île de France-t Languedoc-kal összekötő Regordane-útvonal fontos állomása volt (napjainkban ez a GR700-as turistaútvonal).
A 11. században épült fel a Montfort-vár, ennek lábánál alakult ki Villefort; eredeti nevén Villa de Montis fortis. A forradalomig Villefort az uzès-i egyházmegyéhez tartozott.
1778-ban a környéken (főként Vialasban) bányászott ezüsttartalmú ércek feldolgozására öntöde létesült Villefortban (az épület ma is áll a Rue de la Fonde-on). A község területén a 20. század elejéig folyt réz-, ezüst- és ólomércbányászat.
1867-ben megépült a Cévenneki vasútvonal és a viadukt. 1965-re épült fel a község területén a Bayard-gát az Altier-folyón, mely 1,27 km²-es mesterséges tavat hozott létre. Bayard település ekkor került víz alá.

### Demográfia
| Év   | Lakosság |
| ---- | -------- |
| 1793 | 1257     |
| 1851 | 1674     |
| 1876 | 1535     |
| 1901 | 1139     |
| 1936 | 935      |

| Év   | Lakosság |
| ---- | -------- |
| 1946 | 868      |
| 1954 | 882      |
| 1962 | 1505     |
| 1968 | 946      |

| Év   | Lakosság |
| ---- | -------- |
| 1975 | 785      |
| 1982 | 791      |
| 1990 | 700      |
| 1999 | 620      |
| 2010 | 608      |

## Nevezetességei
- Az eredetileg román stílusú Saint-Victorin-templomot 1842-ben építették újjá.
- Az Altier felett átívelő vasúti viadukt Charles Dombre tervei alapján épült.
- A Saint-Loup kápolna a 12. században épült, 1620-ban átépítették.[5]
- A község legrégebbi lakóháza a 14. századból származik (Rue de l’Église). Itt és a Rue de la Bourgade-on több 16-17. századi lakóház maradt fenn[6]
- A községháza a 16. század végén épült.[7]
- A Saint-Jean-híd a 14. században épült.
- A Saint-Jean-kápolna és a La Gleyzette-kápolna a 12. században épült román stílusban.
- A Place du Portalet-n álló keresztet 1825-ben állították.
- Két 19. századi malom épülete is fennmaradt (Rue de Lavoir, La Gravière).
- Az első világháború áldozatainak emlékművét 1921-ben állították.[8]
- 15-16. századi torony.
- Mas-Imbert-ház (17-18. század)[9]

## Híres emberek
- Charles Borrelli (1771-1849) - napóleoni generális itt született.
- Odilon Barrot (1791-1873) 19. századi francia politikus, a Második Köztársaság konzervatív miniszterelnöke itt született.

## Képtár

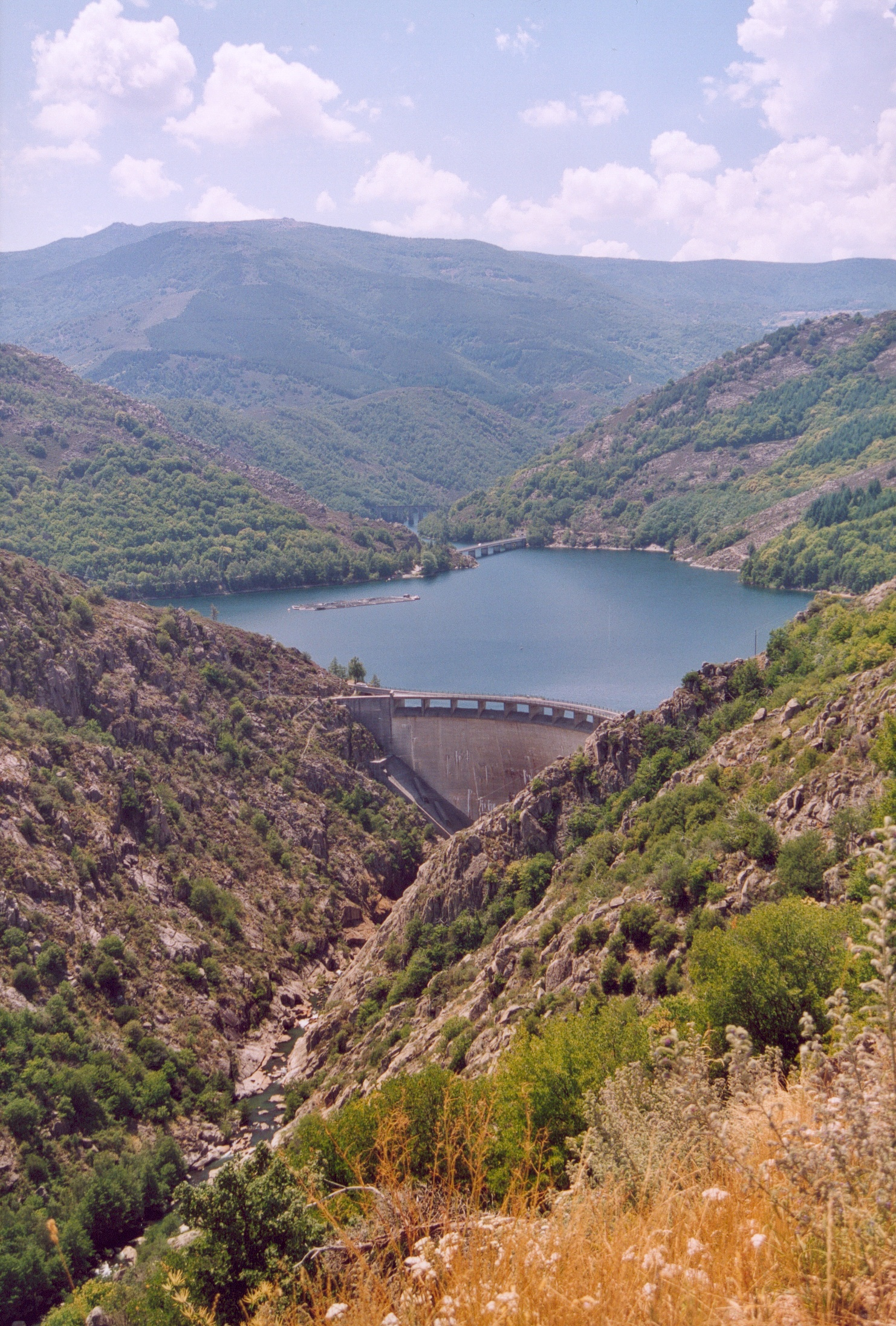
A Bayard-duzzasztógát
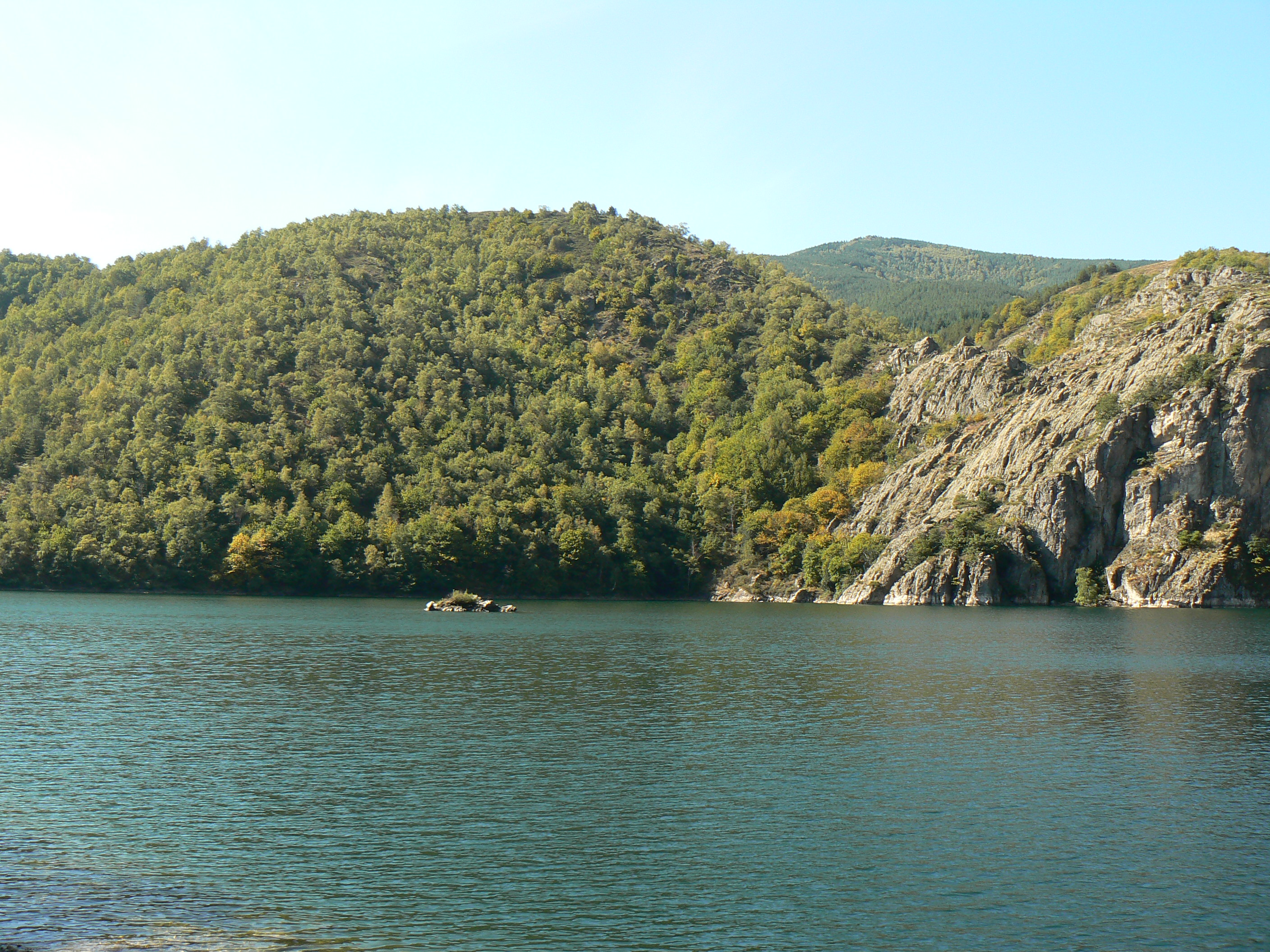
A Villeforti víztározó
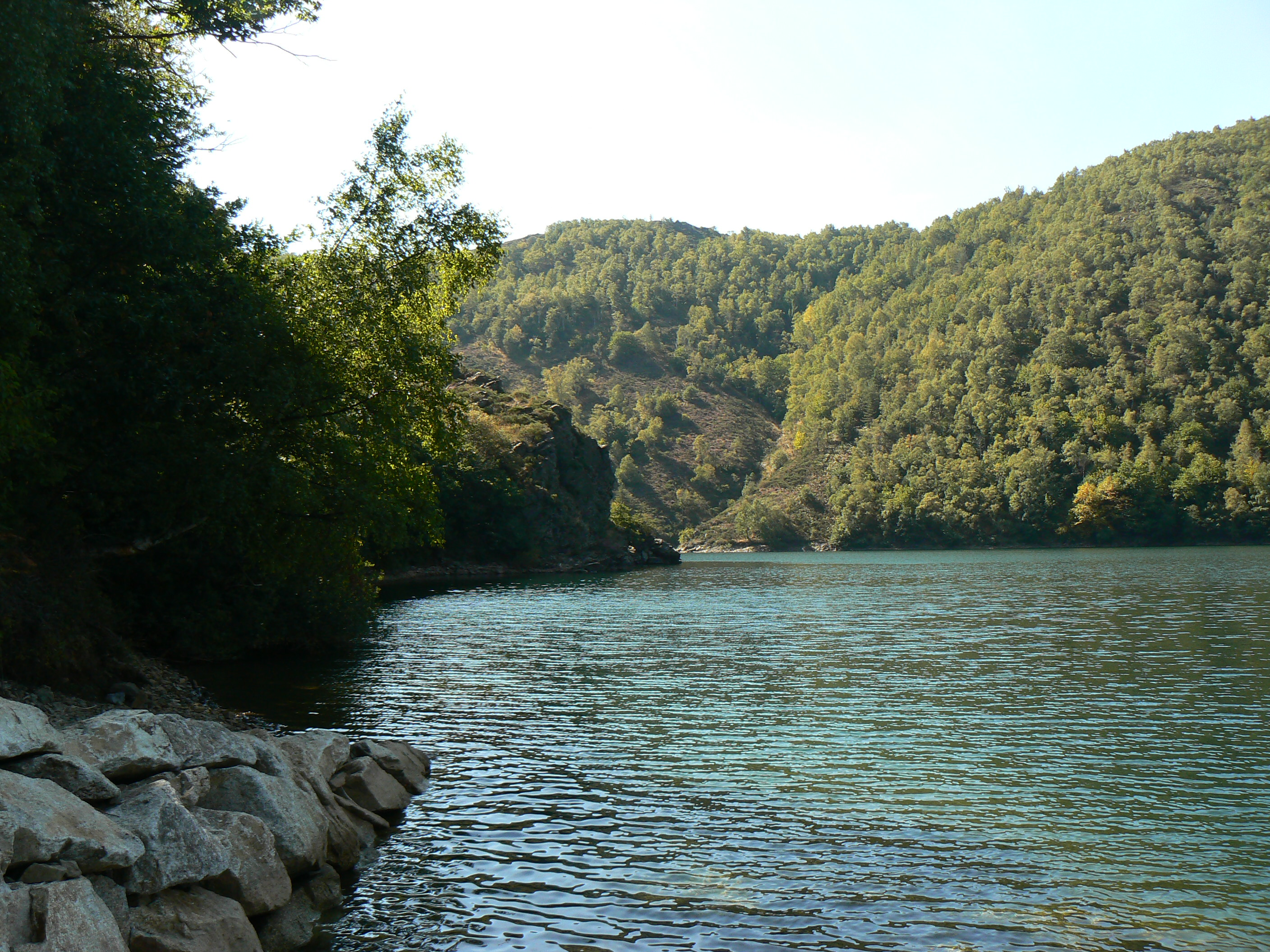
A Villeforti víztározó
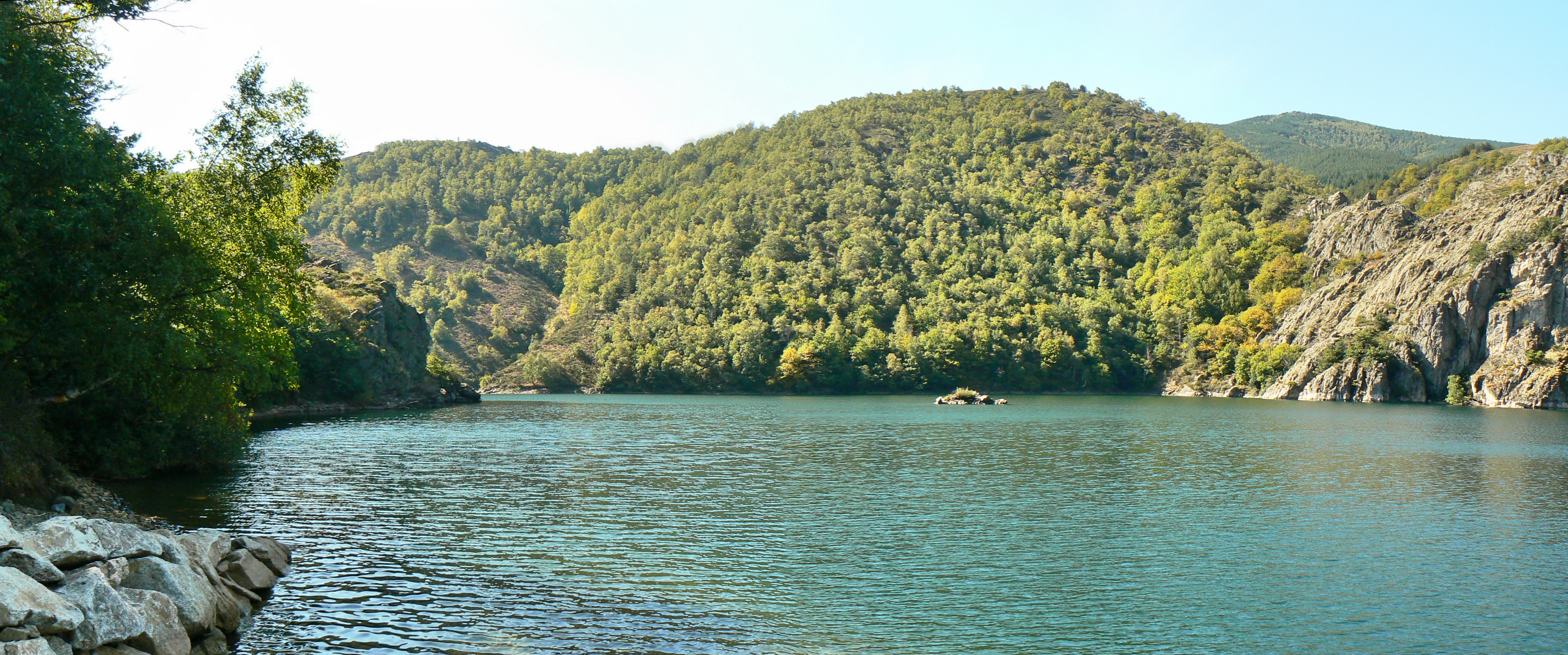
A Villeforti víztározó
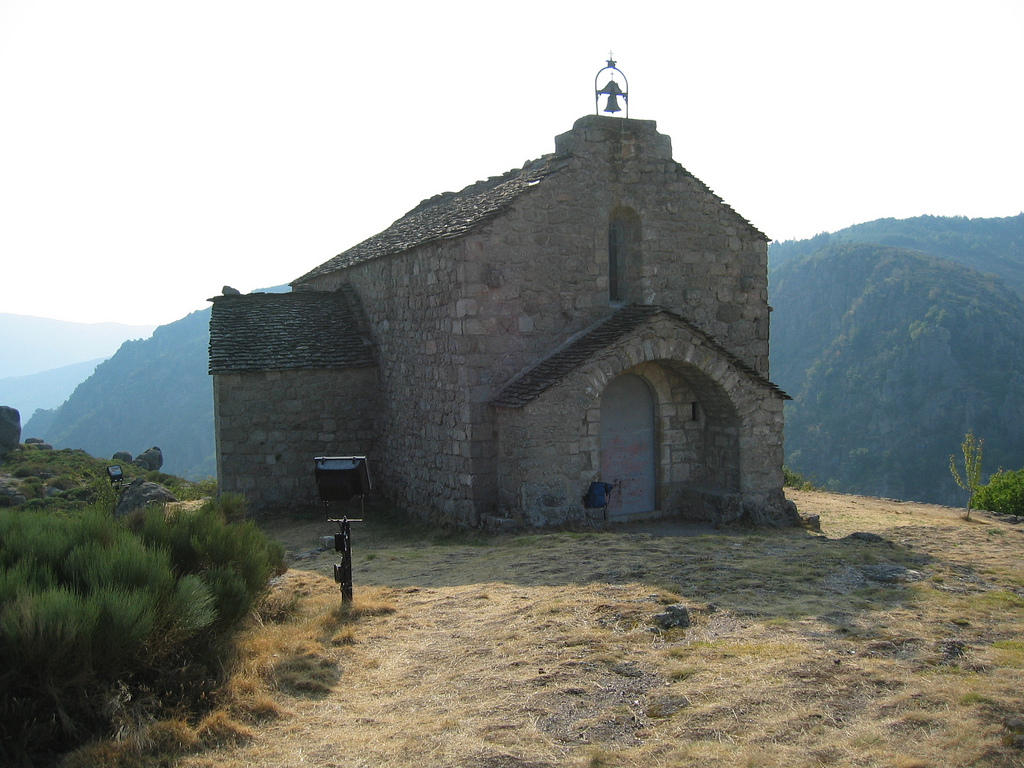
A Saint-Loup kápolna
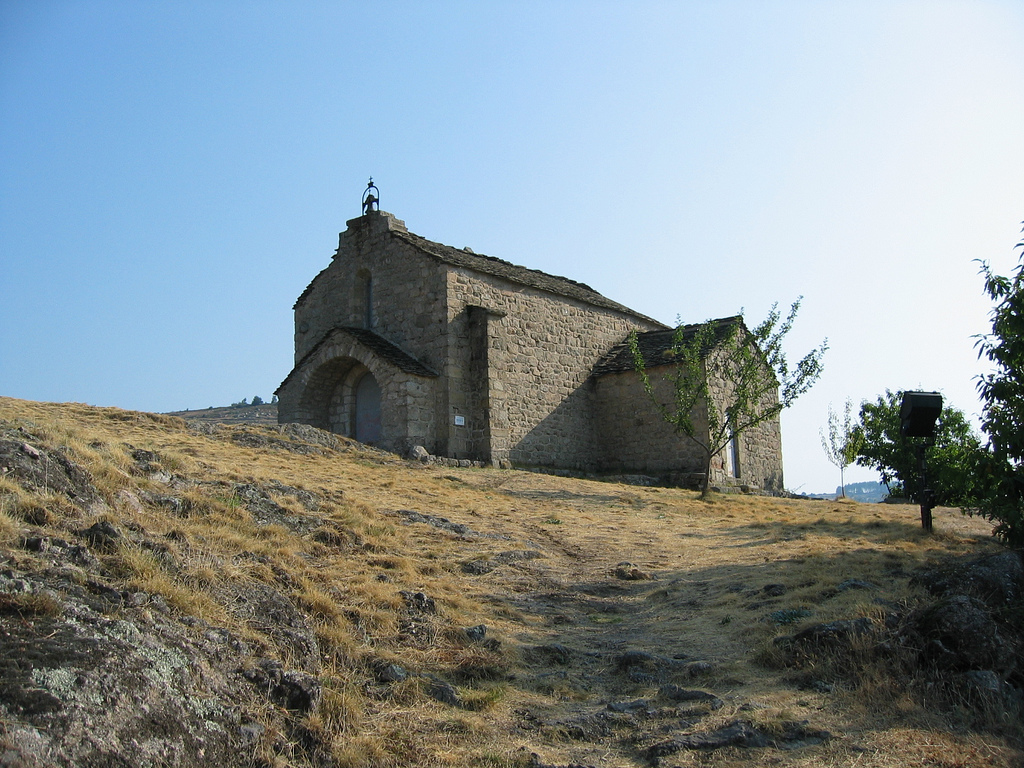
A Saint-Loup kápolna

## Külső hivatkozások
- Idegenforgalmi honlap
- Villefort bemutatása, képekkel
- Nevezetességek (franciául)